# Deta
Deta (Duits: Detta, Hongaars: Detta, lokale benaming in Roemeens Ghedu) is een stad (oraș) in het Roemeense district Timiș. De stad telt 6519 inwoners (2022).

## Geschiedenis
In het jaar 1360 wordt de plaats voor het eerst genoemd onder de naam Déd. Dit betekent zoiets als oud. Uit informatie uit de jaren 1411 en 1417 heet de plaats Déd of Kis Déd (Klein Déd in het Hongaars). In 1446 wordt de plaats genoemd als zijnde eigendom van de Slavische her Mlatko Nikola. In 1496 gaat het eigendom over naar de Hongaarse edelman Mihaly Csáki om in 1597 over te gaan in handen van György Marnachovit. Dit is bijzonder omdat het gebied dan al vanaf 1552 ingenomen is door de Ottomanen. De Ottomanen zouden pas in 1716 door het Habsburgse leger uit het gebied verdreven worden.
De stad werd na de verdrijving van de Ottomanen in 1720/1721 opnieuw bevolkt door Duitse kolonisten uit Lotharingen en Beieren. Vanaf 1725 worden de doop- en overlijdensregisters bijgehouden door de plaatselijke Rooms Katholieke kerk. In 1727 wordt de eerste (Duitstalige) school in de plaats geopend.
In 1737 werd de plaats in brand gestoken door rovers. In 1763 komen er meer Duitser over vanuit Würtemberg, in 1777 waren er al 600 inwoners. In de loop van de 18e eeuw vestigden zich ook Italiaanse families die de kunst van het rijst telen introduceerden. In 1810 kreeg de plaats stadsrechten, in 1853 vestigden zich enkele Evangelische Zipserduitsers in Deta.
Vanaf 1858 werd de plaats op het spoornetwerk aangesloten. Met de komst van de trein werd Deta een van de belangrijkste plaatsen in de graanhandel in het district. De plaats werd de hoofdplaats van een gelijknamig district onder de Hongaarse administratie vanaf 1867. Het kreeg daarom in 1871 een rechtbank en in 1883 ook een belastingkantoor. Er was ook sprake van een Joodse gemeenschap die een Synagoge bouwde aan het einde van de 19e eeuw. In 1900 wordt de nu nog bestaande Rooms Katholieke kerk ingewijd. In 1902 werden de straten verlicht met elektrische straatlantaarns wat de plaats een naam gaf als een van de mooiste steden van de streek. 
In 1918 wordt de stad ingenomen door Servische troepen die de plek van de Hongaars-Habsburgse autoriteiten innemen, twee jaar later wordt Detta onderdeel van Roemenië. 
De stad is dan nog voornamelijk Duitstalig, dit verandert in de loop van de 20ste eeuw snel. Na de Tweede Wereldoorlog moet een groot deel van de Duitse bevolking vluchten. De overgebleven Duitse bevolking wordt door de Sovjets naar werk- en strafkampen gestuurd. Hun plekken worden deels ingenomen door Serviërs, Bulgaren en Roemenen. In 1951 wordt in de strijd tegen het Titoisme een deel van de Hongaarse, Servische en Duitse bevolking overgebracht naar werkkampen in de Bărăgan laagvlakte in het zuidoosten van Roemenië.

## Demografie

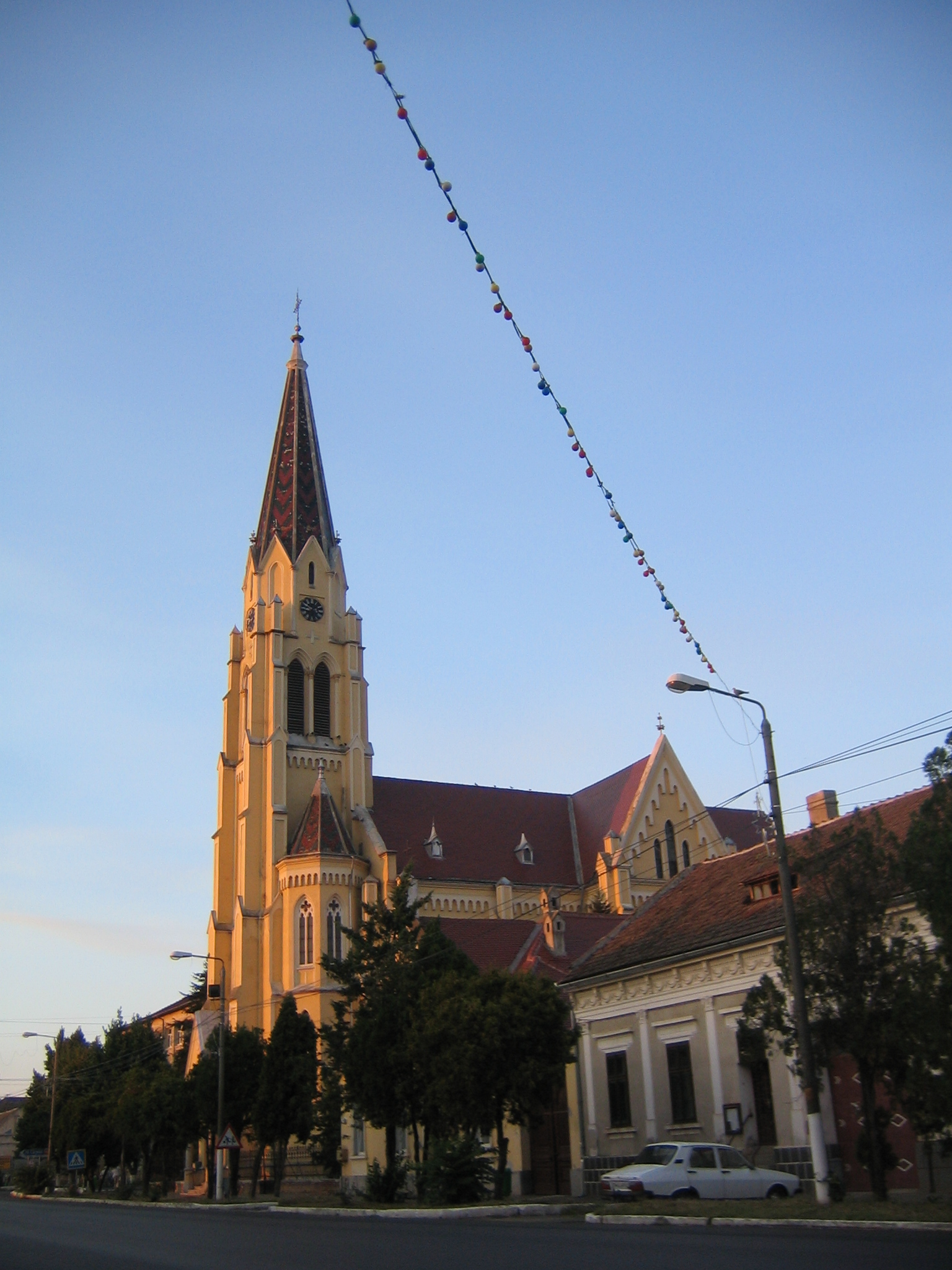
Kerk